# Killerpilze
Die Killerpilze sind eine deutsche Rockband, die seit 2002 existiert und seit Ende 2019 auf unbestimmte Zeit pausiert.

## Bandgeschichte

### 2002 bis 2005: Vor ihrem kommerziellen Durchbruch
Die Band wurde im Oktober 2002 in Dillingen an der Donau von vier Schülern gegründet. Johannes Halbig (Gesang, * 30. Juli 1989, aus Dillingen an der Donau) und Andreas Schlagenhaft (Bass, * 9. September 1988, aus Zusamaltheim) legten den Grundstein für diese Band. Maximilian Schlichter (Gitarre, * 3. Juli 1988, aus Emersacker) und Johannes’ Bruder Fabian Halbig (Schlagzeug, * 23. Dezember 1992, aus Dillingen an der Donau) komplettierten die Besetzung.
Starthilfe bekamen die vier Musiker von einem befreundeten, langjährigen Musiker, der sie im Texten und Komponieren unterrichtete. Während sie ab 2006 ausschließlich mit deutschen Liedern Bekanntheit erlangten, schrieben sie in ihren ersten Jahren auch eine Vielzahl an englischen Songtexten. Die Musik der ersten Jahre ist im Genre Pop-Rock mit Pop-Punk-Einschlägen einzuordnen. Neben Liedern wie Anti Rassismus handelten die Songs aus der damaligen Zeit meist von Themen aus dem alltäglichen Leben.
Ihren ersten Auftritt bestritt die Band am 14. Februar 2003 im Chili in Dillingen als Vorband. Innerhalb der nächsten zwei Monate baute sie ihr Programm aus und sicherte sich in ihrer schwäbischen Heimat ein treues Live-Publikum (über 70 Konzerte von Anfang 2003 bis Ende 2005). Sie wurden mit verschiedenen Nachwuchspreisen ausgezeichnet, unter anderem dem Top-Act 2005 oder dem „Band des Jahres“-Preises im Januar 2006, bei dem sie sich gegen rund 40 Bands aus ganz Schwaben durchsetzten.
Die Killerpilze produzierten in dieser Zeit ihr erstes Album Von vorne durch die Punkallee (Veröffentlichung: 7. Juli 2004), das in einem Kinderzimmer aufgenommen wurde und von eher schlechter Tonqualität ist, und verkauften es auf ihren Livekonzerten sowie per Onlinebestellung über ihre Webseite. Einige Songs von diesem Album wurden in neuen Versionen auf B-Seiten späterer Singles veröffentlicht.

### 2005 bis 2009: Die Killerpilze bei Universal
Im Jahr 2005 entstanden die Aufnahmen für das erste Studioalbum der Band. Produzent war Corni Bartels. Zu dieser Zeit wurden die Killerpilze bei Universal Music unter Vertrag genommen.
Bundesweit bekannt wurden sie im Frühjahr 2006 mit ihrer Debütsingle Richtig scheiße (auf 'ne schöne Art und Weise). In den darauf folgenden Monaten veröffentlichte die Band ihr Album Invasion der Killerpilze, das über 140.000 Mal verkauft wurde und eine Gold-Auszeichnung erhielt, sowie weitere Singles und ging in ganz Deutschland auf Tour. Ihre Veröffentlichungen in dieser Zeit und ihr weiteres Bestehen wurde von Medien wie Bravo und VIVA begleitet. Von diesen wurde die Band als Punk-Gegenstück zu Tokio Hotel vermarktet, was willkommene Titelgeschichten für die Medien garantierte. Die Band hingegen distanzierte sich von etwaigen Vergleichen.
Zum Zeitpunkt ihres kommerziellen Durchbruchs war keines der Bandmitglieder älter als 17 Jahre, der Schlagzeuger Fabi sogar erst 13. Im März 2007 verließ der Bassist Andreas Schlagenhaft die Band. Offiziell wurde dies damit begründet, dass er nun mehr Zeit für seinen Schulabschluss hätte.
Am 27. Juli 2007 erschien das zweite Album Mit Pauken und Raketen. Vorab wurde Anfang Juli die Single liebmichhassmich veröffentlicht, welche sich auf Position 19 der deutschen Charts platzieren konnte. Abgesehen von der Single war der Klang nicht mehr so Pop-Punk-geprägt wie noch in früheren Liedern. Erstmals wurden Instrumente wie Trompete oder Klavier benutzt. Das zweite Album konnte nicht mit den Verkaufszahlen der ersten CD mithalten und verkaufte sich nur etwa 40.000 Mal.

### 2009 bis 2012: Die Killerpilze auf eigenen Beinen
Es folgte die Trennung von Universal Music, da es zu Unstimmigkeiten mit der Band kam. Darauf gründete die Band ihr eigenes Plattenlabel killerpilzerecords, über das sie am 19. März 2010 nach der Vorabsingle Drei, die der Fernsehsender RTL II als Song für ihren Promotiontrailer verwendete, ihr drittes Studioalbum Lautonom veröffentlichten. Auch diese Platte wurde, wie die beiden Vorgänger, wieder von Produzent Corni Bartels in den Münchener Weltraumstudios aufgenommen und gilt für die Band als „Befreiungsschlag“, da sie nun erstmals komplett eigenständig arbeiten konnten.
Nach über 60 Konzerten im Jahr 2010 wurde im Januar 2011 für den 11. März 2011 das vierte Album der Band angekündigt. Die einen Monat vorher erschienene Single „Komm komm.com“ war der Vorbote des neuen Albums. Erstmals war die CD komplett von den Killerpilzen selbst produziert worden. Eine Europatour in Deutschland, Österreich, Frankreich und der Türkei fand im Frühjahr 2011 statt. Im Sommer 2011 stellten die Killerpilze ihr aktuelles Album auf diversen Festivals vor (u. a. auf dem Open Flair).

### 2012/2013: Grell
Neben einer weiteren Europatour (u. a. spielte die Band Konzerte in Deutschland, Österreich und Griechenland) und vielen Festivalauftritten nahmen die Killerpilze 2012 ihr nächstes Album Grell auf, das am 1. März 2013 bei ihrem Label killerpilzerecords erschien. Die Band beschrieb Grell als „Abschiedsformel an die Jugend und ein Hechtsprung ins Ungewisse“. Produziert wurde das Album von dem Gitarristen Maximilian Schlichter. Unterstützt wurde die Band beim Songwriting durch den Rapper Curse. Erste Kostproben der neuen CD veröffentlichte die Band auf diversen Social-Media-Kanälen. Die erste Single „Nimm mich mit“ samt selbst produziertem Video stieg direkt auf Platz 1 der Myvideo-Charts ein. Rapper Curse schrieb auf seiner Facebook-Seite: „es ist das durch-und-durch ehrlich, eckige-und-kantige, schroffe, krass emotionale, kleine fucking Rohdiamant Meisterwerk einer jungen, geilen Band, die ihr Ding macht und gute Mucke liebt und gute Texte feiert und verdammt noch mal gerade mal alles richtig gemacht hat. Und von hier aus kann es überall hin gehen.“ Rolling Stone rezensiert das Album mit „rockt bodenständig und gut wie die jungen The Clash“.
Es folgen Auftritte beim größten deutschen Festival Rock am Ring 2013, dem größten Indie-Festival Österreichs Frequency auf der Hauptbühne und beim Nova Rock Festival stellten sie den Zuschauerrekord auf der Red-Bull-Brandwagen-Bühne auf. Den Sommer über spielte die Band weitere Festivals und im Herbst folgte der zweite Teil der Grell-Tour durch Deutschland und Österreich.
Am 6. September 2013 erschien das Album Grell in der Deluxe-Version mit einigen Bonustracks. Passend dazu hat die Band eine große Kampagne mit Spotify Deutschland, wo sie einen exklusiven Song Perfekt veröffentlicht. Im November ist die Band bei der großen deutschen Prime-Time-Sendung Circus Halligalli auf ProSieben zu Gast. Daraufhin entwickelt sich ein Internetsturm, der darin gipfelt, dass das Wort „killerpilze“ in der Stunde der Ausstrahlung am 18. November 2013 der meistgeschriebene Begriff auf dem deutschen Twitter war. Am 21. Dezember 2013 spielte die Band nach einer knapp 70 Konzerte andauernden Tour das Jahresabschlusskonzert „Die Stadt klingt immer noch nach uns“ in München und feierte das Ende der Grell-Tour.

### 2014: Größtes Crowdfunding der deutschen Musikgeschichte
Für Anfang 2014 hatte die Band angekündigt, wieder in den Proberaum und das Studio zurückzukehren, um an dem Nachfolger von Grell zu arbeiten. Auf der Homepage hieß es: „(…)Wir sind zurück im Proberaum und Studio. Das nächste Killerpilze - Album kommt 2014!!“
Außerdem unterstützten die Killerpilze die österreichische Rockband 3 Feet Smaller auf deren kompletter Österreich-Tour im Januar/Februar. Im Anschluss tourte die Band in Russland. Am 1. Februar starteten die Killerpilze die Crowdfunding-Kampagne „Zum KP der guten Hoffnung“ über Startnext. Am 5. Juni 2014 veröffentlichte die Band ihre kostenlose „Postkarten EP“, die über 10.000 Mal an wenigen Tagen heruntergeladen wurde. Weiterhin begleitete die Band im Sommer 2014 Bands wie Madsen und Jennifer Rostock als Vorgruppe. Für die Postkarten EP arbeitete der Sänger Jo Halbig mit Sebastian Madsen zusammen an einigen Texten.

### 2016: Die Killerpilze mit HIGH zurück in die Charts
Ende des Jahres 2015 wurde bekannt gegeben, dass am 8. März 2016 ihr neuestes Album High erscheint, welches von Henning Sommer (u. a. Wilhelm Tell Me) in Hamburg produziert wurde. Das Album war das erste Album der Band in fünf Jahren, das wieder in die Charts schnellte und damit den Grundstein für ein erfolgreiches Jahr der Band legte. Das Album wurde von Kritikern wie Fans gleichermaßen positiv bewertet und erhielt durchweg gute Kritiken. Das Online-Musikmagazin Tonspion bewertete das Album mit 5 von 6 Sternen und schreibt über High: „...zeigt sich gereift und geerdet.“ Den Musikblog „...erinnert das Album an Indie-Pop-Glanzzeiten und muss sich nicht vor internationalen Großproduktionen verstecken.“ Auch das Musikmagazin The Pick bestätigte: „High könnte internationaler kaum klingen.“
Die Band spielte im Laufe des Jahres 2016 80 Konzerte in Deutschland, Österreich und Frankreich und kündigte am 15. Oktober 2016 an, 2017 einen Film veröffentlichen zu wollen, für den sie wieder mit Hilfe von Crowdfunding Geld sammeln wollen. Wiederholt schaffte es die Band, zusammen mit ihren Fans das gesetzte Ziel zu übertreffen und knackte 47.000 Euro bei Startnext. Für das Video zur Single-Auskopplung „SchneeSonneSchnee“ flog die Band nach Kanada und Tierra del Fuego Argentinien, um ähnliche Szenen wie die des Kinofilms „The Revenant“ mit Leonardo DiCaprio einzufangen.

### 2017: 15 Jahre Killerpilze – IMMER NOCH JUNG – Der Kinofilm
2017 feiert die Band ihr 15-jähriges Bandjubiläum. Wie Ende 2016 schon bekannt wurde, arbeitet die Band an einem Kinofilm „Immer noch jung – 15 Jahre Killerpilze“, der am 5. Oktober deutschlandweit in die größten Kinoketten kommt. Verliehen wird der Film von der Münchner Agentur „24 Bilder“, produziert wurde der Film von Nordpolaris. Regie führten David Schlichter, der Bruder des Gitarristen Maximilian Schlichter, und Fabian Halbig. Der Film gewann am 28. Juni 2017 auf dem 35. Filmfest München den renommierten, von der Süddeutschen Zeitung und Bayern 2 verliehenen Publikumspreis. Im Film-Trailer sind auch weitere Protagonisten wie Klaas Heufer-Umlauf, Jennifer Weist (Jennifer Rostock), Felix Brummer (Kraftklub), Sebastian Madsen (Madsen), Rapper Curse u. v. m. zu sehen. Die ersten Vorab-Kritiken sind allesamt sehr positiv. Die Süddeutsche Zeitung schreibt: „...ein Klassiker des Musikfilm-Epos: eine Heldengeschichte von Aufstieg, Fall und Comeback“. Der Radiosender Bayern 2 rezensiert: „Atmosphärischer und mitreißender Dokumentarfilm!“ Im Festivalblog wird der Film wie folgt beschrieben: „Mitreißender Musikfilm, in dem man außerdem sehr viel über die Mechanismen des Musikbusiness erfährt.“ Das große Deutsche Musikportal laut.de rezensiert den Film mit „eine Bereicherung für die Deutsche Musikdokulandschaft. Gerade für Nicht-Fans absolut sehenswert“
„IMMER NOCH JUNG – 15 Jahre Killerpilze“ ist die erste Deutsche Musikdokumentation, die in solch großen Kinoketten veröffentlicht wird. Vom 21. September bis 9. Oktober war die Band auf große Kinotour in 30 Deutschen Städten.
Der Film „IMMER NOCH JUNG – 15 Jahre Killerpilze“ erschien am 15. Dezember 2017 auf DVD & Blu-Ray und Video On Demand-Plattformen wie Amazon Prime. Den Vertrieb des Films übernimmt dabei Studio Hamburg Enterprises.

### 2019: Nichts ist für immer
Am 6. September 2019 wurde das achte Album Nichts ist für immer veröffentlicht. Bereits im Mai 2019 hatte die Band angekündigt, dass die anschließende Tour ihre vorerst letzte sein wird. Am 21. Dezember 2019 spielten sie in München „die größte, beste und letzte Show“  und verabschiedeten sie danach für unbestimmte Zeit in eine Bandpause.

## Wissenswertes
- Die Band spielte seit 2003 über 750 Konzerte unter anderem in Deutschland, Österreich, Schweiz, Polen, Tschechien, Frankreich, Russland, Türkei, Griechenland und den Niederlanden. Zudem zählen die Killerpilze über 250 Streetteams in über 25 Ländern, die sich als KP-Family im Band-Fanclub organisieren.
- Die Band spricht von ihren Zuhörer nicht als „Fans“, sondern von einer Gemeinschaft, der KP-Family, die durch große Geschlossenheit vor allem im Internet regelmäßig Online-Votings gewinnt und sehr aktiv ist.
- Gemeinsam mit ihren Fans sammelten die Killerpilze über 500.000 Euro für Aktionen wie „Punk macht Schule“ oder „Generation ABC2015“. Mit dem Geld wurden mehrere Schulkomplexe in Äthiopien gebaut. Seit 2016 sind die Killerpilze bei der Menschen für Menschen-Aktion „High Five 4 Life“ dabei, die das Ziel hat in fünf Jahren, fünf verschiedene Schwerpunkte wie Ackerbau, Medizinsystem, Bildung ... in Äthiopien zu verbessern.[30] Außerdem engagieren sie sich bei „Kein Bock auf Nazis“ gegen Rechtsextremismus zusammen mit Bands wie ZSK, Donots, Madsen, Die Toten Hosen und Die Ärzte. Auch bei der Initiative „Musik Bewegt“ ist die Band neben Künstlern wie Herbert Grönemeyer, Die Ärzte, Die Orsons, Andreas Bourani u. v. m. dabei.[31]
- Fabian Halbig spielt in der Jugendbuchroman-Verfilmung „Die Vorstadtkrokodile“ und den beiden weiteren Serienteilen den Rollstuhlfahrer Kai.[32][33] Auch in der Tatort-Folge „Macht und Ohnmacht“ (2013) und der Kluftinger-Krimiverfilmung „Milchgeld“ (2012) sowie einigen weiteren Verfilmungen war er bereits als Schauspieler zu sehen.[34] Maximilian Schlichter hat in den letzten Jahren eine Vielzahl von Songs für Werbung und andere Musiker konzipiert und eine Musikschule gegründet.[35] Johannes Halbig studiert nebenbei Kommunikationswissenschaft an der LMU München, leitet eine Online-Promotion-Agentur in München und schreibt Musik für andere Künstler und Bands, und hat diverse Event-Reihen in München gegründet.[36]
- Die Killerpilze gründeten 2009 ihre eigene Plattenfirma killerpilzerecords und kümmern sich sowohl um die Produktion der CD, die Videos, Teile des Managements, die Promotion ausschließlich selbst. Unterstützt werden sie vom SaveTheDay-Management aus München.[37]
- Die Killerpilze sind die erste Deutsche Band, die bis dato einen Musikdokumentationsfilm in die größten Kino-Ketten Deutschlands bringt. Dies geschieht mit dem Kino-Verleiher „24 Bilder“ und der Produktionsfirma Nordpolaris, die der Schlagzeuger Fabian Halbig zusammen mit Florian Kamhuber gegründet hat.[38]

Killerpilze, Live 2015
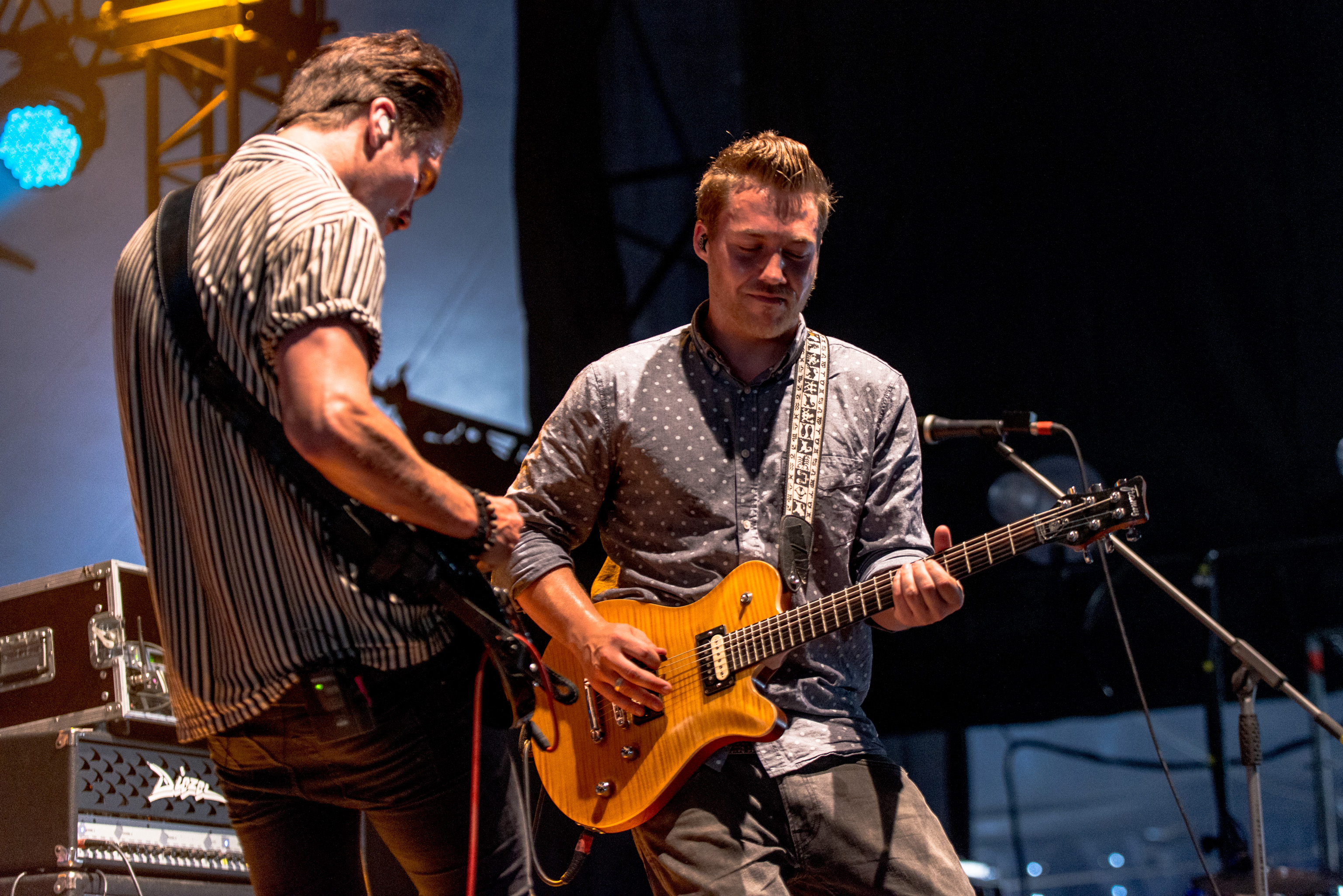
Johannes & Maximilian
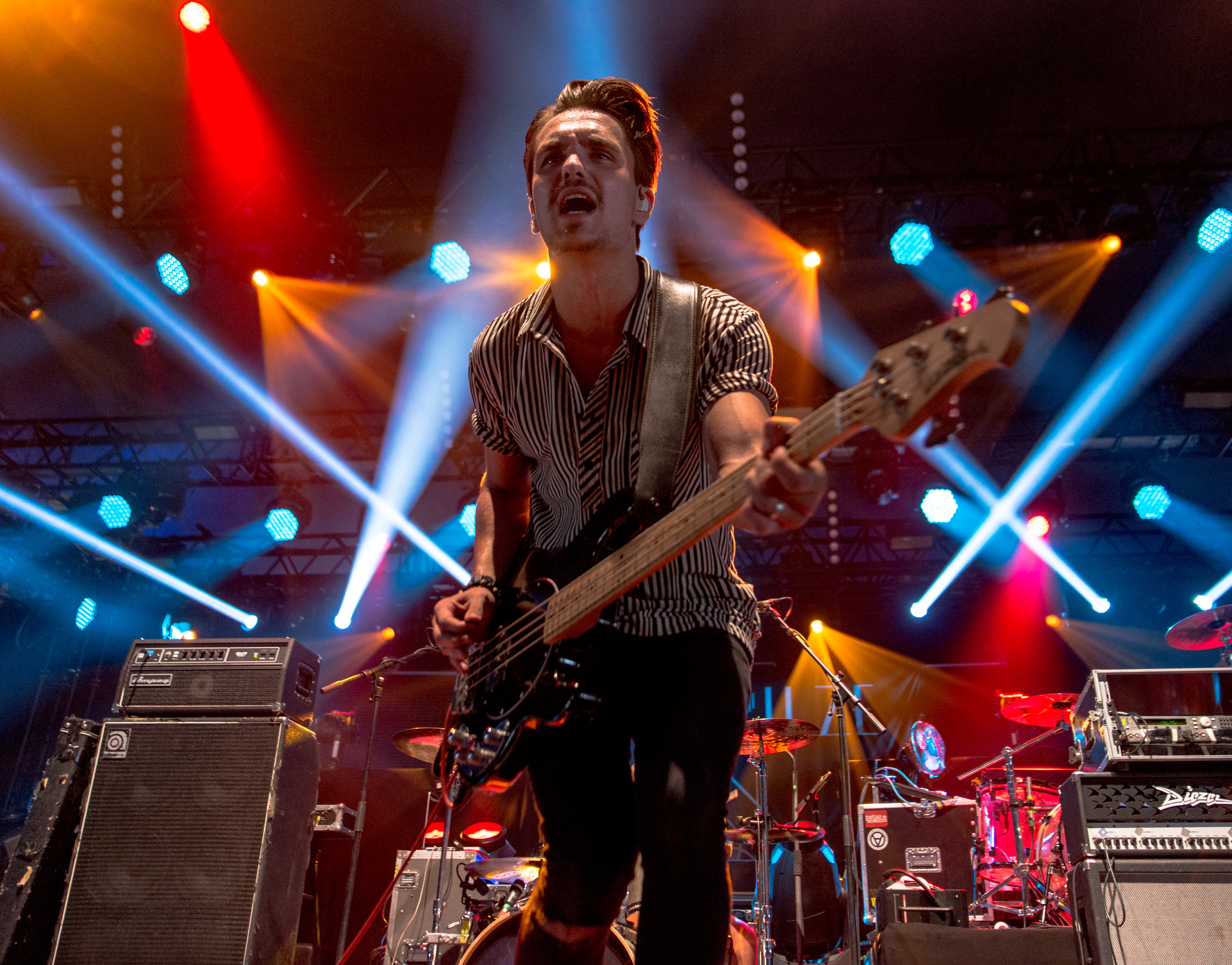
Johannes ‚Jo‘ Halbig
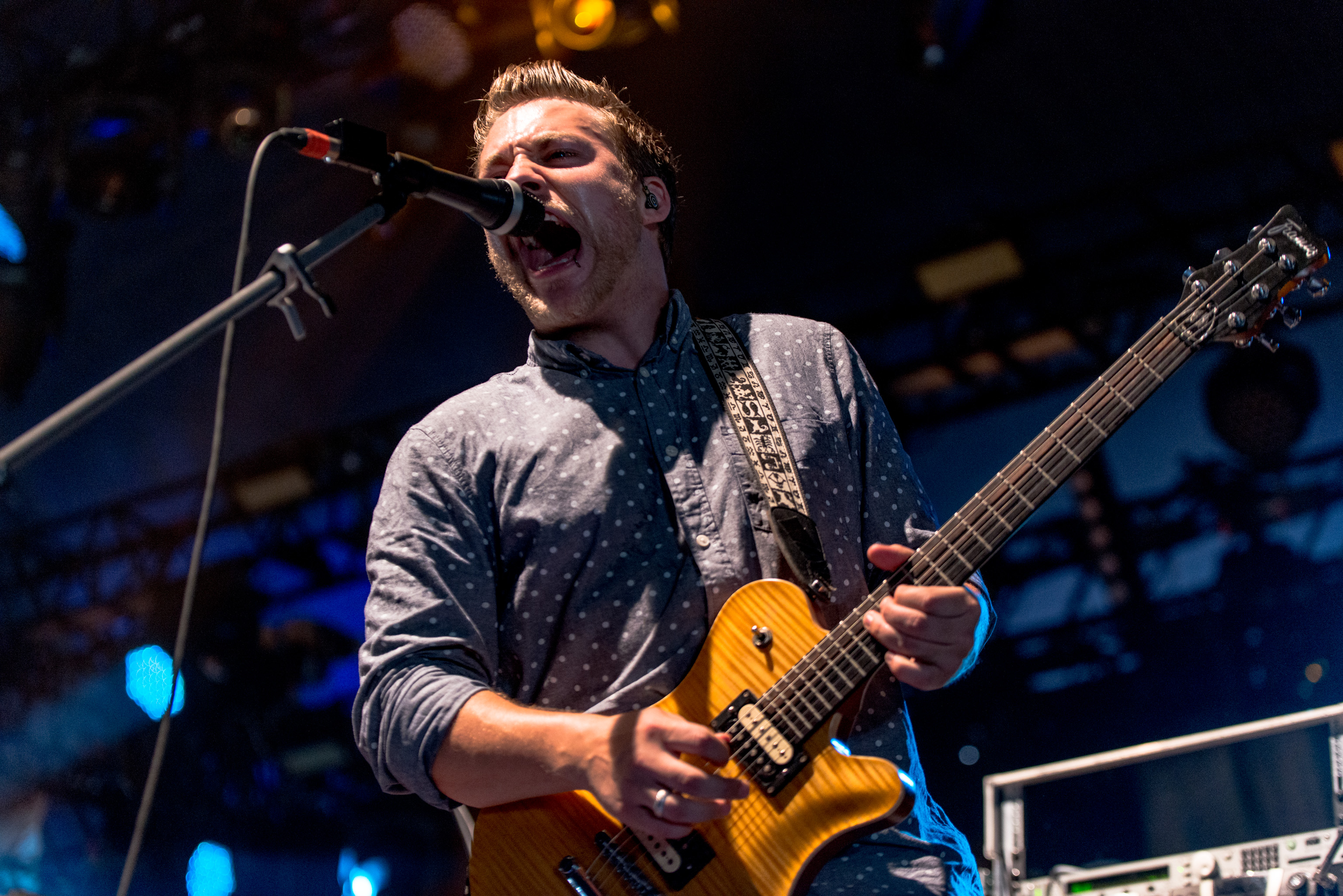
Maximilian ‚Mäx‘ Schlichter
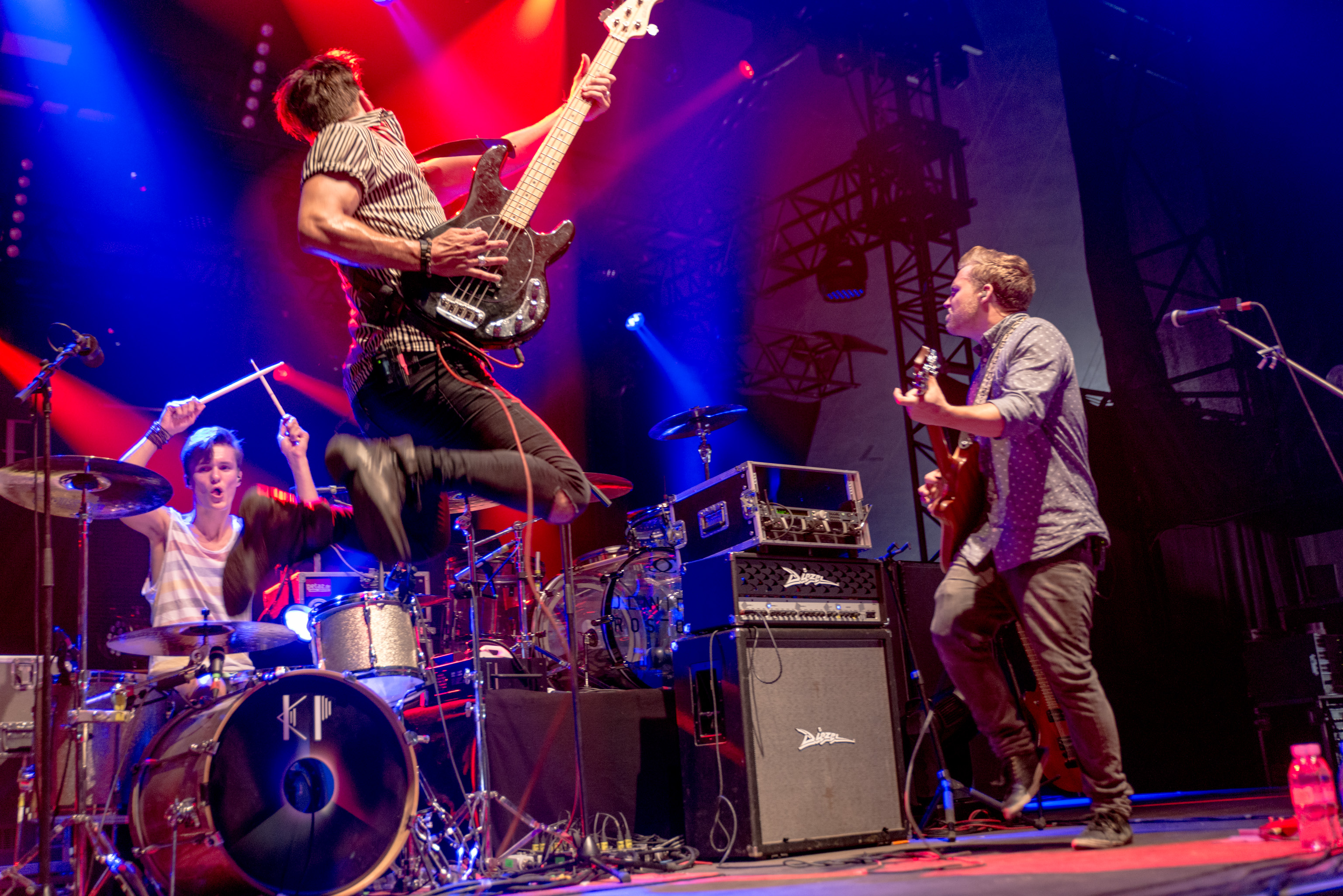
Fabian ‚Fabi‘ Halbig (Schlagzeug)

## Diskografie

### Studioalben
| Jahr | Titel                         | Höchstplatzierung, Gesamtwochen, AuszeichnungChartplatzierungen (Jahr, Titel, Platzierungen, Wochen, Auszeichnungen, Anmerkungen) | Höchstplatzierung, Gesamtwochen, AuszeichnungChartplatzierungen (Jahr, Titel, Platzierungen, Wochen, Auszeichnungen, Anmerkungen) | Höchstplatzierung, Gesamtwochen, AuszeichnungChartplatzierungen (Jahr, Titel, Platzierungen, Wochen, Auszeichnungen, Anmerkungen) | Anmerkungen                             |
| Jahr | Titel                         | DE | AT | CH | Anmerkungen                             |
| ---- | ----------------------------- | --- | --- | --- | --------------------------------------- |
| 2004 | Von vorne durch die Punkallee | — | — | — | Erstveröffentlichung: 7. Juli 2004      |
| 2006 | Invasion der Killerpilze      | DE7 (10 Wo.)DE | AT2 (16 Wo.)AT | CH47 (13 Wo.)CH | Erstveröffentlichung: 19. Mai 2006      |
| 2007 | Mit Pauken und Raketen        | DE14 (7 Wo.)DE | AT15 (6 Wo.)AT | CH58 (3 Wo.)CH | Erstveröffentlichung: 27. Juli 2007     |
| 2010 | Lautonom                      | DE79 (1 Wo.)DE | — | — | Erstveröffentlichung: 19. März 2010     |
| 2011 | Ein bisschen Zeitgeist        | DE89 (1 Wo.)DE | — | — | Erstveröffentlichung: 11. März 2011     |
| 2013 | Grell                         | — | — | — | Erstveröffentlichung: 1. März 2013      |
| 2014 | Postkarten                    | — | — | — | Erstveröffentlichung: 4. Juni 2014      |
| 2016 | High                          | DE82 (1 Wo.)DE | — | — | Erstveröffentlichung: 18. März 2016     |
| 2019 | Nichts ist für immer…         | DE81 (1 Wo.)DE | — | — | Erstveröffentlichung: 6. September 2019 |

### Singles
| Jahr | Titel Album                                                             | Höchstplatzierung, Gesamtwochen, AuszeichnungChartplatzierungen (Jahr, Titel, Album, Platzierungen, Wochen, Auszeichnungen, Anmerkungen) | Höchstplatzierung, Gesamtwochen, AuszeichnungChartplatzierungen (Jahr, Titel, Album, Platzierungen, Wochen, Auszeichnungen, Anmerkungen) | Höchstplatzierung, Gesamtwochen, AuszeichnungChartplatzierungen (Jahr, Titel, Album, Platzierungen, Wochen, Auszeichnungen, Anmerkungen) | Anmerkungen                              |
| Jahr | Titel Album                                                             | DE | AT | CH | Anmerkungen                              |
| ---- | ----------------------------------------------------------------------- | --- | --- | --- | ---------------------------------------- |
| 2006 | Richtig scheiße (auf ’ne schöne Art und Weise) Invasion der Killerpilze | DE17 (9 Wo.)DE | AT10 (14 Wo.)AT | CH62 (6 Wo.)CH | Erstveröffentlichung: 28. April 2006     |
| 2006 | Springt hoch Invasion der Killerpilze                                   | DE35 (9 Wo.)DE | AT27 (11 Wo.)AT | CH40 (7 Wo.)CH | Erstveröffentlichung: 30. Juni 2006      |
| 2006 | Ich kann auch ohne dich Invasion der Killerpilze                        | DE30 (9 Wo.)DE | AT13 (7 Wo.)AT | CH34 (3 Wo.)CH | Erstveröffentlichung: 22. September 2006 |
| 2007 | LiebMichHassMich Mit Pauken und Raketen                                 | DE19 (9 Wo.)DE | AT32 (4 Wo.)AT | CH83 (1 Wo.)CH | Erstveröffentlichung: 13. Juli 2007      |
| 2007 | Ich brauche nichts Mit Pauken und Raketen                               | DE66 (1 Wo.)DE | — | — | Erstveröffentlichung: 7. September 2007  |
| 2007 | Letzte Minute Mit Pauken und Raketen                                    | DE72 (2 Wo.)DE | — | — | Erstveröffentlichung: 23. November 2007  |
| 2008 | Verrockt (We Rock) Camp Rock - OST                                      | DE84 (1 Wo.)DE | — | — | Erstveröffentlichung: 29. August 2008    |
| 2010 | Drei Lautonom                                                           | DE72 (2 Wo.)DE | — | — | Erstveröffentlichung: 26. Februar 2010   |

### Weitere Veröffentlichungen
- 2010: Am Meer
- 2011: KOMM KOMM.COM
- 2011: Jubel und Staub
- 2013: Nimm mich mit
- 2013: Sommerregen
- 2013: Die Stadt klingt immer noch nach uns
- 2014: Gewinner Füreinander
- 2016: High Mit Dir
- 2016: SchneeSonneSchnee
- 2017: IMMER NOCH JUNG
- 2017: War Is Over (Musikvideo zur Unterstützung von Musik bewegt)

### Videoalben
- 2006: Invasion der Killerpilze – live
- 2008: Mit Pauken und Raketen Live – live

## Auszeichnungen

### 2005
- Nachwuchsbandwettbewerb Top Act: 1. Platz

### 2006
- Nachwuchsbandwettbewerb Band des Jahres 2005: 1. Platz[40]
- Radio Galaxy Award (Newcomerpreis)

### 2007
- Echo: Nominierung Newcomer des Jahres (national) (Auszeichnung ging an LaFee)
- Bravo Otto: 2. Platz Band Rock (1. Platz ging an Tokio Hotel)
- Gold-Auszeichnung für 100.000 verkaufte Exemplare von Invasion der Killerpilze

### 2008
- Xpress: Rock Act of the Year 2007 des österreichischen Magazins „Xpress“

### 2017
- Publikumspreis des 35. Filmfestes München mit „IMMER NOCH JUNG – 15 Jahre Killerpilze“[21]